# Momento di un vettore
In algebra lineare, il momento di un vettore è uno pseudovettore definito come prodotto vettoriale della posizione del vettore, relativa a un punto detto polo, per il vettore stesso. Il termine viene talvolta adoperato con un'accezione scalare: è il caso ad esempio delle grandezze come il momento statico e il momento di inerzia.
A causa della natura vettoriale di molte grandezze osservabili in fisica e nelle scienze applicate, il concetto viene in questi ambiti adoperato di frequente: si definiscono ad esempio le grandezze momento angolare, momento meccanico, momento elettrico e momento magnetico. Un momento può presentare notevoli proprietà di conservazione e non dipende dalla scelta del sistema di riferimento, ossia è invariante rispetto a cambiamento di base.

## Definizione
Dato un vettore {\displaystyle \mathbf {a} } applicato nel punto {\displaystyle \mathbf {P} }, e dato un punto {\displaystyle \mathbf {o} } detto polo, si definisce momento di {\displaystyle \mathbf {a} } rispetto a {\displaystyle \mathbf {o} } il vettore
{\displaystyle \mathbf {m} _{o}=\mathbf {r} \times \mathbf {a} },
dove {\displaystyle \mathbf {r} =\mathbf {P} -\mathbf {o} } è il vettore che unisce il polo e il punto di applicazione del vettore {\displaystyle \mathbf {a} }. Il modulo del momento è dato, per definizione di prodotto vettoriale, da:
{\displaystyle m_{o}=ra\sin \vartheta },
dove {\displaystyle \vartheta } è l'angolo formato dai due vettori, definito da
{\displaystyle \cos \vartheta ={\frac {\mathbf {r} \cdot \mathbf {a} }{ra}}}.
La sua direzione è quella ortogonale al piano formato dai due vettori {\displaystyle \mathbf {r} } e {\displaystyle \mathbf {a} }, e il suo verso è determinato dalla regola della mano destra.
Segue dalle proprietà del prodotto vettoriale che, indicando con {\displaystyle \mathbf {r} '} il vettore
{\displaystyle \mathbf {r} '=\mathbf {r} _{\perp }=\mathbf {r} -{\frac {\mathbf {r} \cdot \mathbf {a} }{a^{2}}}\mathbf {a} },
che misura la distanza tra il punto {\displaystyle \mathbf {o} } e la retta su cui giace cioè il vettore {\displaystyle \mathbf {a} }, valgono le proprietà
{\displaystyle {\begin{aligned}&\mathbf {M} _{o}=\mathbf {r} \times \mathbf {a} =\mathbf {r} '\times \mathbf {a} \\[6pt]&M_{o}=ra\sin \vartheta =r'a\sin \vartheta =r'a\\\end{aligned}}}
ossia il valore del momento è determinato dalla sola componente ortogonale del raggio vettore {\displaystyle \mathbf {r} }; il valore {\displaystyle h} di tale componente è detto braccio di {\displaystyle \mathbf {a} } rispetto al polo {\displaystyle \mathbf {o} }.
Da notare che se
{\displaystyle \mathrm {sen} \,\vartheta =0}
cioè se {\displaystyle \mathbf {r} } e {\displaystyle \mathbf {a} } sono paralleli, il momento è nullo; viceversa, se
{\displaystyle \mathrm {sen} \,\vartheta =1}
cioè se {\displaystyle \mathbf {r} } e {\displaystyle \mathbf {a} } sono ortogonali, il momento è massimo.
Inoltre, spostando il vettore {\displaystyle \mathbf {a} } o il polo {\displaystyle \mathbf {o} } parallelamente alla retta su cui giace {\displaystyle \mathbf {a} } il momento resta eguale, perché non cambia {\displaystyle r'}. Scegliendo un nuovo polo {\displaystyle \mathbf {o} ^{\prime }}, d'altra parte, il momento in generale viene modificato, e la differenza tra il valore originario e il nuovo valore {\displaystyle \mathbf {m} _{o^{\prime }}} è pari a
{\displaystyle \mathbf {m} _{o}-\mathbf {m} _{o^{\prime }}=\mathbf {r} _{oo^{\prime }}\times \mathbf {a} },
dove {\displaystyle \mathbf {r} _{oo^{\prime }}} è il vettore che punta dal vecchio polo a quello nuovo.

## Utilizzo dei momenti in meccanica
In meccanica, e più specificamente nella dinamica dei sistemi, si utilizzano soprattutto due grandezze distinte che rientrano nella definizione di momento:
- il momento angolare, definito come il momento del vettore quantità di moto[3];
- il momento meccanico, che è la somma vettoriale dei momenti di tutte le forze che agiscono sul sistema considerato[4];

Talvolta il vettore quantità di moto viene denominato con un anglismo momento lineare, ricalcando la distinzione che viene fatta in inglese tra momento angolare e momento lineare. Va osservato, tuttavia, che il cosiddetto momento lineare non rappresenta il momento di alcun vettore.
Allo stesso modo, le quantità scalari momento di inerzia e momento statico, nonostante il nome, non rappresentano il momento di alcun vettore.

### Momento della quantità di moto
Rispetto al polo {\displaystyle \mathbf {o} }, viene definito momento angolare il momento della quantità di moto:
{\displaystyle \mathbf {L} _{o}:=\mathbf {r} \times \mathbf {p} }

### Momento della forza
Rispetto al polo {\displaystyle \mathbf {o} }, viene definito momento meccanico il momento della forza:
{\displaystyle \mathbf {M} _{o}:=\mathbf {r} \times \mathbf {F} }.
L'analisi dei momenti delle forze applicate è importante per determinare la condizione di equilibrio statico dei corpi estesi, nonché per lo studio dei moti rotazionali. Esiste infatti un'importante legge di conservazione che stabilisce che, se il momento della forza risultante su un sistema è nullo, il momento angolare di tale sistema si conserva. Questo deriva dal teorema del momento angolare, per cui:
{\displaystyle {\frac {d}{dt}}\mathbf {L} _{o}=\mathbf {M} _{o}-\mathbf {v} _{o}\times \mathbf {p} }
dove {\displaystyle \mathbf {L} } è il vettore momento angolare, e {\displaystyle \mathbf {M} } il momento della risultante. Assicurando che il polo rispetto a cui si calcola il momento sia fermo o si muova parallelamente al centro di massa del sistema, la suddetta formula si riduce a:
{\displaystyle {\frac {d}{dt}}\mathbf {L} _{o}=\mathbf {M} _{o}}

## Teorema di Varignon
Il momento, rispetto ad un polo {\displaystyle P}, di un sistema di vettori applicati tutti nello stesso punto {\displaystyle Q} è uguale al momento del vettore risultante, applicato in {\displaystyle Q}, rispetto allo stesso polo {\displaystyle P}.
{\displaystyle \sum _{i=1}^{n}\mathbf {m} _{i}=\sum _{i=1}^{n}(\mathbf {r} \times \mathbf {a} _{i})=\mathbf {r} \times \sum _{i=1}^{n}\mathbf {a} _{i}=\mathbf {r} \times \mathbf {a} }